# 史蒂夫·巴克纳尔
史蒂文·李·巴克纳尔（英語：Steven Lee Bucknall，1966年3月17日—），英国前职业篮球运动员。